# Metilmalonska kislina
Metilmalonska kislina je kemijska spojina iz skupine dikarboksilnih kislin. Sestavljena je iz osnovne strukture malonske kisline in ima tudi metilno skupino. Soli metilmalonske kisline se imenujejo metilmalonati.

## Presnova
Metilmalonska kislina je stranski produkt presnovne poti propionata. Izhodiščni viri za to so naslednji, v oklepaju pa so navedeni približni prispevki k presnovi propionata v celotnem telesu:
- esencialne aminokisline: metionin, valin, treonin in izolevcin[4] (~ 50 %)[3]
- maščobne kisline z neparno verigo[4] (~ 30 %)[3]
- propionska kislina iz bakterijske fermentacije[4] (~ 20 %)[3]
- stranska veriga holesterola[4]
- timin[5]

Propionatni derivat, propionil-CoA, se pretvori v D-metilmalonil-CoA s propionil-CoA karboksilazo in nato v L-metilmalonil-CoA z metilmalonil-CoA epimerazo. Vstop v Krebsov cikel poteka s pretvorbo L-metilmalonil-CoA v sukcinil-CoA z L-metilmalonil-CoA mutazo, pri čemer je kot kofaktor potreben vitamin B12 v obliki adenozilkobalamina. Ta pot razgradnje iz propionil-CoA v sukcinil-CoA predstavlja eno najpomembnejših anaplerotičnih poti Krebsovega cikla. Metilmalonska kislina nastane kot stranski produkt te metabolne poti, ko D-metilmalonil-CoA s pomočjo D-metilmalonil-CoA hidrolaze razcepi na metilmalonsko kislino in CoA. Encim acil-CoA sintetaza, družinski član 3 (acyl-CoA synthetase family member 3, ACSF3), je odgovoren za pretvorbo metilmalonske kisline in CoA v metilmalonil-CoA.
Intracelularne esteraze lahko odcepijo metilno skupino (-CH3) iz metilmalonske kisline in tako tvorijo malonsko kislino.

## Klinični pomen

### Pomanjkanje vitamina B12
Povečane vrednosti metilmalonske kisline lahko kažejo na pomanjkanje vitamina B12. Test je zelo občutljiv (pri osebah s pomanjkanjem vitamina B12 so vrednosti skoraj vedno povišane), vendar ni zelo specifičen (tudi pri osebah, ki nimajo pomanjkanja vitamina B12, so lahko vrednosti povišane). Metilmalonska kislina je povišana pri 90-98 % bolnikov s pomanjkanjem vitamina B12. Je manj specifična, saj ima 20-25 % bolnikov, starejših od 70 let, povišane vrednosti metilmalonske kisline, vendar jih 25-33 % nima pomanjkanja vitamina B12. Zato se testiranje metilmalonske kisline pri starejših ne priporoča rutinsko.

### Metabolične bolezni
Presežek je povezan z metilmalonskimi acidemijami.
Če povišane vrednosti metilmalonske kisline spremljajo povišane vrednosti malonske kisline, to lahko kaže na presnovno bolezen kombinirano malonsko in metilmalonsko acidurijo (combined malonic and methylmalonic aciduria, CMAMMA). Z izračunom razmerja med malonsko in metilmalonsko kislino v krvni plazmi lahko CMAMMA ločimo od klasične metilmalonske acidemije.

### Rak
Kopičenje metilmalonske kisline v krvi s starostjo je povezano z napredovanjem tumorjev.

### Razraščanje bakterij v tankem črevesju
Prekomerna rast bakterij v tankem črevesu lahko povzroči tudi povišane vrednosti metilmalonske kisline zaradi tekmovanja bakterij pri absorpciji vitamina B12. To velja za vitamin B12 iz hrane in peroralnih dodatkov, izognemo pa se mu lahko z injekcijami vitamina B12. Na podlagi študij primerov bolnikov s sindromom kratkega črevesa se domneva tudi, da razrast črevesnih bakterij povzroča povečano proizvodnjo propionske kisline, ki je predhodnica metilmalonske kisline. Pokazalo se je, da se je v teh primerih raven metilmalonske kisline z dajanjem metronidazola normalizirala.

## Merjenje
Koncentracije metilmalonske kisline v krvi se merijo s plinsko kromatografsko masno spektrometrijo ali tekočinsko kromatografsko masno spektrometrijo (LC-MS), pričakovane vrednosti metilmalonske kisline pri zdravih ljudeh pa so med 73 in 271 nmol/L.